# Hasteh
Hasteh o H̨aşşeh (farsi حصّه) è una città della provincia di Esfahan, circoscrizione Centrale, nella regione di Esfahan in Iran. Nel 2006 aveva 10.942 abitanti. Si trova a nordest di Esfahan.